# Orleans (Vermont)
Orleans es una villa ubicada en el condado de Orleans en el estado estadounidense de Vermont. En el año 2010 tenía una población de 818 habitantes y una densidad poblacional de 454 personas por km².

## Geografía
Orleans se encuentra ubicada en las coordenadas 44°48′31″N 72°12′15″O / 44.80861, -72.20417.

## Demografía
Según la Oficina del Censo en 2000 los ingresos medios por hogar en la localidad eran de $26,131 y los ingresos medios por familia eran $34,583. Los hombres tenían unos ingresos medios de $25,789 frente a los $21,750 para las mujeres. La renta per cápita para la localidad era de $15,318. Alrededor del 12.3% de la población estaban por debajo del umbral de pobreza.